# Лермонтовский курорт
Центр медицинской реабилитации и санаторного лечения «Одесский» (Лермонтовский курорт) (укр. Центр медичної реабілітації та санаторного лікування «Одеський»  (Лермонтовський курорт)) — один из популярнейших реабилитационных санаторных комплексов широкого профиля на Украине. Расположен в Одессе, Лермонтовский переулок, 2. Находится в первой линии от моря в парковой зоне. Рядом — знаменитые черноморские пляжи Ланжерон и Отрада, центральный городской парк им. Т. Г. Шевченко и исторический центр Одессы.
С железнодорожным вокзалом Одессы организовано транспортное сообщение.

## Специализация
Заболевания опорно-двигательного аппарата; нервной системы (расстройства психосоматического характера, неврозы), сердечно-сосудистые заболевания.
Реабилитация после инфаркта, инсульта, травм опорно-двигательного аппарата, при сердечных заболеваниях.

## История

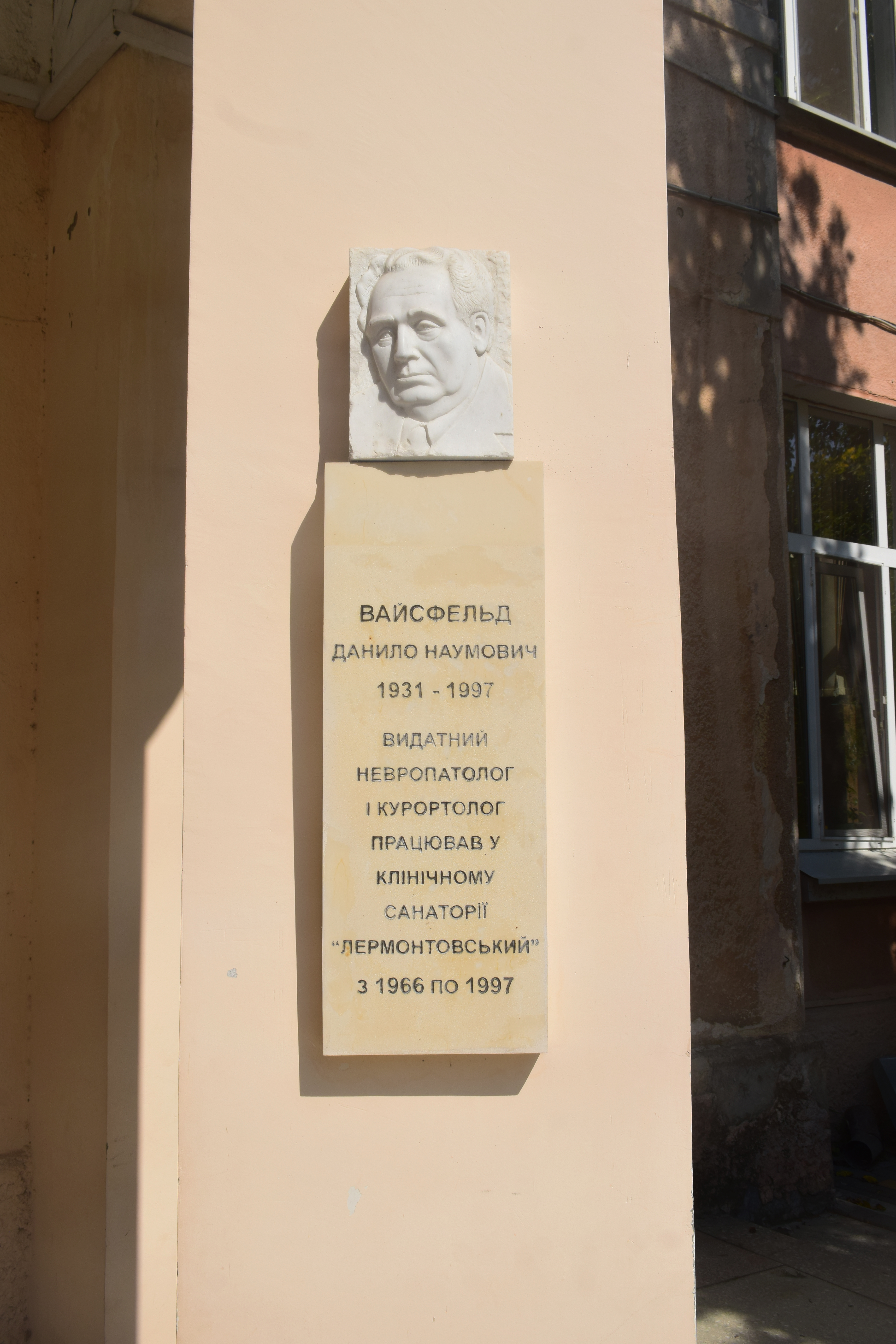
Мемориальная доска Вайсфельду

Работает с 1914 года. Первоначально действовал как морская водолечебница, предоставлявшая тёплые морские и углекислые ванны.
Торжественное открытие лечебных учреждений Лермонтовского курорта доктора И. Л. Тригера прошло 9(22) июня 1914. Помимо ванн были оборудованы кабинеты для электризации, термопенетрации, массажа, а также специальные помещения для солнечных и воздушных ванн. Санаторий был самым масштабным среди подобных заведений того времени в Одессе. Название получил по близ лежащему Лермонтовскому переулку.
С установлением советской власти и развёрнутой масштабной работой по организации санаторно-курортного обслуживания населения 15 мая 1925 года на основе частной грязелечебницы был основан Лермонтовский санаторий. Благоустроенные спальные и лечебные корпуса были расположены в собственном парке санатория на верхнем плато морского берега. Здание столовой (несохранилось) было возведено в 1927—1931 годах по проекту архитектора Фёдора Троупянского. Стационар санатория был рассчитан на 420 мест, пансионат — на 175. Годовое обслуживание было доведено до свыше 20 тысяч человек. Санаторий вёл научно-методическую работу по распространению и внедрению передовых методов диагностики и лечения во всех профсоюзных санаториях Одессы. С 1966 по 1987 на курорте работал известный врач-невропатолог Д. Н. Вайсфельд (мемориальная доска на центральном корпусе санатория).
В 1960 Совет министров Украинской ССР с целью повышения роли профсоюзов обязал Министерство здравоохранения безвозмездно передать все действующие хозрасчетные санатории (кроме туберкулёзных), в том числе «Лермонтовский курорт», в ведение — управление Украинскому республиканскому Совету профсоюзов. В 2014 году был поднят вопрос о приватизации санатория. В 2005 году по ГП "Клинический санаторий «Лермонтовский» ЗАО «Укрпрофздравница» было возбуждено уголовное дело по факту присвоения и растраты государственного имущества санаторно-курортного назначения в особо крупных размерах.
Находящееся на территории санатория здание бывшей водолечебницы Исаковича и Люлькимахера (ныне — корпус № 1), построенное по проекту архитектора Моисея Линецкого (1912 год), является памятником архитектуры